# Charles Chaillé-Long
Charles Chaillé-Long (Princess Anne, 2 luglio 1842 – Virginia Beach, 24 marzo 1917) è stato un esploratore statunitense in Africa e un membro dell'esercito dell'Egitto.

## Biografia
Dopo aver preso parte alla guerra di secessione con il grado di capitano dell'esercito nordista, Chaillé-Long divenne tenente colonnello nell'esercito egiziano.
Assegnato allo staff di Charles George Gordon, governatore della provincia del Sudan, nell'aprile 1874 venne inviato nei territori dell'attuale Uganda per incontrare il re Mutesa I, sovrano del regno di Buganda.
Chaillé-Long fu il primo statunitense a visitare l'Uganda; nell'agosto del l874, al rientro verso il Sudan scoprì il Lago Kyoga e una parte inesplorata del Nilo Bianco.
Dopo un breve soggiorno a Khartum, nel 1875 guidò una nuova spedizione nella regione di Azande, nei pressi dello spartiacque fra i bacini del Nilo e del Congo. Nel 1876 esplorò il fiume Juba, in Somalia. Le spedizioni sono raccontate nel suo libro Central Africa: Naked Truths of Naked People (Londra 1876).
Tornò negli Stati Uniti nel 1877, completò gli studi presso la Columbia Law School a New York e dal 1887 al 1889 fu console generale in Corea.

## Curiosità
Chaillé-Long dette al Lago Kyoga il nome di "Lago Ibrahim" in onore del padre del chedivè, Ibrahim Pascha, in cambio si aspettava premi e promozioni, e così fu. Chaillé-Long  corruppe il cartografo per far apparire il lago più grande di quanto non fosse in realtà. In seguito, a partire dalla metà degli anni '70 del XIX secolo, sulle mappe britanniche e tedesche il lago venne chiamato "Coja," "Cojae" e "Kodscha", Chaillé-Long iniziò un infuocato carteggio con la Royal Geographical Society, colpevole, secondo lui, di un tentativo di scippo del suo diritto di dare alle scoperte geografiche il nome che preferiva. La disputa continuò fino al 1904.

## Opere
- Central Africa. Naked truths of naked people (1876);
- Egypt, Africa and Africans (1878)
- Three prophets: Chinese Gordon, Mohammed-Ahmed, Arabi Pasha (1884).
- Les Sources du Nil (1891),
- L'Égypte et ses provinces perdues (1892),
- La Corée ou Tschösen (1894)